# Michał Janicki
Michał Janicki (ur. 29 września 1982 w Słomnikach) – polski piłkarz, występujący na pozycji napastnika.

## Kariera sportowa
W 1999 zdobył z reprezentacją Polski U-16 srebrny medal mistrzostw Europy. W tym samym roku brał także udział w mistrzostwach świata U-17 w Nowej Zelandii. Rok 1998 spędził w drużynach juniorskich dwóch utytułowanych klubów: Borussii Dortmund i Ajaxu Amsterdam, jednak już po roku pobytu za granicą wrócił do Polski, gdzie grał w zespołach najpierw Wawelu Kraków, a następnie Pogoni Szczecin.
W 2001 trafił do VfL Wolfsburg, gdzie występował przez 4 kolejne sezony, większość czasu spędzając jednak w drużynie rezerw. W Bundeslidze rozegrał jedynie 2 mecze. Kolejne kluby w jego karierze to Eintracht Brunszwik, Zagłębie Sosnowiec, FC Gütersloh. W rundzie jesiennej sezonu 2007/2008 grał w 2-ligowej Stali Stalowa Wola, wiosną natomiast był już zawodnikiem Hutnika Kraków.
9 maja 2008 ukazała się w prasie informacja o wszczęciu prokuratorskiego śledztwa w sprawie domniemanego popełnienia bigamii przez piłkarza.